# De witte waaier
De witte waaier is een hoorspel naar het toneelstuk Der weiße Fächer (1897) van Hugo von Hofmannsthal. De KRO zond het uit op dinsdag 23 februari 1965. De vertaling was van Dr. H. Kapteijns. De regisseur was Willem Tollenaar. De uitzending duurde 41 minuten.

## Rolbezetting
- Paul van der Lek (Fortunio)
- Dogi Rugani (diens grootmoeder)
- Frans Somers (Livio)
- Lies Franken (Miranda)
- Mies Hagens (de mulattin)
- Mariëlle Fiolet (Catalina)
- Paul Deen (proloog- en epiloogspreker)

## Inhoud
Een jonge man bevindt zich op een kerkhof, begeleid door zijn vriend, en treurt om zijn vrouw die is overleden bij de geboorte van hun kind. Bijna gelijktijdig sterft de jeugdvriendin van de man...